# Iguarima censoria
Iguarima censoria är en spindelart som först beskrevs av Eugen von Keyserling 1891.  Iguarima censoria ingår i släktet Iguarima och familjen spökspindlar. Inga underarter finns listade i Catalogue of Life.